# Принцеса Бътърфлай в битка със силите на злото
Принцеса Бътърфлай в битка със силите на злото (на английски: Star vs. the Forces of Evil) е американски анимационен сериал, създаден от Дарън Нефси и разработен от Джорджана Аркин и Дейв Уейсън, който се излъчва по Дисни Ченъл и Disney XD. Това е първият сериал на Disney XD създаден от жена. Сериалът има 4 сезона. По време за излъчването си се превръща в един от най-популярните анимационни сериали за времето си, с фенове по целия свят.

## Сюжет
Внимание:  Текстът по-долу разкрива сюжета на произведението (или части от него)!
Анимацията следва енергичната и надарена с магически способности принцеса Стар Бътърфлай. Тя живее в измерение наречено Мюни. След като получава кралската вълшебна пръчка за 14-ия си рожден ден, Стар е изпратена от кралските си родители да живее на Земята, където безопасно да може да тренира магическите си умения. Там тя се запознава с момчето Марко Диаз и родителите му, в чиито дом тя остава да живее, донасяйки своя уникален стил и превръщайки мястото в свой собствен дом. Марко помага на Стар да свикне с живота на Земята и в гимназията, но Стар често ги замесва в различни неприятности със своите магически способности. Заедно с Марко те се впускат в невероятни приключения както на Земята, така и в други измерения, докато се опитват да държат магическата пръчица далеч от ръцете на своя враг Людо и чудовищните сили на злото.
С напредването на сериала тайни от миналото се разкриват и нови, по-опасни врагове се появяват, включвайки мистериозният гущероподобен Тофи, бившата кралица Еклипса и нейната дъщеря Метеора, която е полу-чудовище. В трети сезон мястото, където се развива действието, се сменя от Земята на Мюни като по този начин ролите на Стар и Марко са разменени. Сюжетът се изменя от опазването на вълшебната пръчка до по-сложни проблеми и конфликти като този за хората на Мюни и техните предрасъдъци спрямо чудовищата.

## Концепция
Създателката Дарън Нефси, която е възитаничка на Калифорнийския институт по изкуствата, споделя, че първоначалната ѝ идея е била Стар да бъде момиче, което иска да бъде вълшебно, а Марко да бъде момче, което е обсебено от карате, и те да са врагове вместо приятели.
Въпреки че Дисни настояват героите да ходят на училище, за да бъде по-разбираем за детските зрители, сериалът се стреми да не превръща гимназията в най-важното преживяване за тийнейджърите, а да акцентира и на живота извън нея. Освен това Стар прави нещата по свой начин, вместо да се притеснява от критика. Нефси не е искала магическите сили на Стар да са пазени в тайна от другите, което е типично за магическите момичета, и затова учениците и родителите на Марко знаят за тях. Нефси също казва, че епизодите балансират между комедия и драма: „Ние наистина искаме нашите герои да се чувстват като тийнейджъри и да преживеят нормалните емоции, които тийнейджърите преживяват, но в тази магическа обстановка“.

## Герои
- Стар Бътърфлай е 14-годишно момиче, принцеса на Кралството на Мюни, изпратена на Земята от родителите си, за да се упражнява в използването на кралския магически жезъл, който получава. Тя е енергична, винаги оптимистична и приятелски настроена. Безгрижието и бунтовническият ѝ характер често я въвличат в различни неприятности, дори когато просто опитва да помогне на някого. Тя е изключително надарена в използването на магия, макар да мрази да следва правилата при обучението си.
- Марко Диаз е човешко момче от латиноамерикански произход и най-добрият приятел на Стар на Земята. Той е мил, отговорен и добре организиран. Въпреки противоположните си характери, той бързо започва да се разбира добре със Стар след нейното пристигане и двамата стават почти неразделни. Марко има червен колан по карате.
- Том Луситор е бившото гадже на Стар, която къса с него заради проблемите му с гнева. Той е полу-демон и принц на Подземието.
- Принцеса Понита е летяща глава на еднорог. Тя е най-добрата приятелка на Стар преди тя да дойде на Земята. Тя е принцеса на Облачното Кралсто на Мюни.
- Джаки Лин Томас е човешко момиче, в което Марко е влюбен откакто е бил малък. Тя често кара скейтборд.
- Речниксън е магическо създание, което е изпратено на Земята заедно със Стар, за да ѝ помага да усъвършенства магическите си способности. Той живее в Книгата на Заклинанията, в която всички предишни кралици на Мюни са записвали заклинанията си.
- Луна Бътърфлай е майката на Стар и кралица на Кралството на Мюни. Тя също притежава магически сили.
- Людо е чудовище, чиято основна цел е да вземе магическия жезъл на Стар и да го използва а своя собствена облага.
- Тофи е зло гущероподобно чудовище, чиято цел е да унищожи цялата магия във вселената. Той има силата да регенерира всяка отрязана част от тялото си.

## „Принцеса Бътърфлай в битка със силите на злото“ в България
В България анимацията се излъчва по Дисни Ченъл. Дублажът е насинхронен на студио Александра Аудио. Ролите озвучават актьорите Татяна Етимова, Константин Каракостов, Георги Стоянов, Златина Тасева, Явор Караиванов, Васил Бовянски, Цанко Тасев, Мариета Петрова, Албена Михова.

## Епизоди
| Сезон | Епизоди | Дати на излъчване (САЩ) | Дати на излъчване (България) |
| ----- | ------- | ----------------------- | ---------------------------- |
| 1     | 13      | 18 януари 2015 г.       | 18 юли 2015 г.               |
| 2     | 22      | 11 юли 2016 г.          | 16 януари 2017 г.            |
| 3     | 21      | 12 юли 2017 г.          | 12 октомври 2019 г.          |
| 4     | 21      | 10 март 2019 г.         | 18 януари 2020 г.            |